# Willem van Boom
Willem van Boom (Koog aan de Zaan, 15 juni 1969) is een Nederlands jurist en hoogleraar burgerlijk recht aan de Radboud Universiteit Nijmegen.

## Loopbaan
Van Boom studeerde Nederlands Recht aan de Universiteit van Amsterdam (1992). In 1999 promoveerde hij aan de Universiteit Tilburg bij Jaap Spier op een proefschrift over hoofdelijke verbintenissen.
Sinds 2002 heeft Van Boom diverse hoogleraarsposten bekleed: aan de Universiteit Tilburg (2002-2005), Erasmus Universiteit Rotterdam (2005-2014), Universiteit van Durham (2012-2014) en Universiteit Leiden (2014-2021). Sinds 2022 is Van Boom als hoogleraar burgerlijk recht verbonden aan de Radboud Universiteit Nijmegen.

## Onderzoek
Het onderzoek en onderwijs van Van Boom bestrijkt privaatrecht in brede zin, maar omvat ook rechtsvergelijking en methodologie van privaatrechtelijk onderzoek. Hierin werkt hij regelmatig samen met sociaalwetenschappers. Daarnaast is Van Boom redacteur van het Nederlands Tijdschrift voor Burgerlijk Recht en bekleedt hij diverse andere nevenfuncties.
- Gemeinsame Normdatei: 143813153
- International Standard Name Identifier: 0000 0001 1669 5511
- Library of Congress Control Number: n97046267
- Nationale Bibliotheek van Letland: 000231005
- NARCIS: PRS1243210
- Nationale Bibliotheek van Tsjechië: mub2010607841
- Nationale Bibliotheek van Israël: 987007435275105171
- Nederlandse Thesaurus van Auteursnamen: 125272111
- Système universitaire de documentation: 114569630
- Virtual International Authority File: 71716647
- WorldCat: E39PBJxWY9WYrHbKXMfdxKgBT3